# 路易斯·加西亚·波斯蒂戈
路易斯·加西亚·波斯蒂戈（西班牙語：Luis García Postigo，1969年6月1日—），生于墨西哥城，墨西哥男子足球运动员，司职前锋。他曾代表墨西哥参加1994年和1998年国际足联世界杯。他也曾出战1996年夏季奥运会。